# Права ЛГБТ в Айдахо
Лесбиянки, геи, бисексуалы и трансгендеры (ЛГБТ) в штате Айдахо в США не подвергаются преследованию со стороны официальных властей, но всё ещё сталкиваются с рядом юридических проблем, которые отсутствуют у гетеросексуалов.
Однополые сексуальные отношения в штате декриминализированы в 2003 году. Однополые браки являются законными с октября 2014 года. В настоящее время дискриминация по признаку сексуальной ориентации и гендерной идентичности в сфере занятости законодательно запрещена только в нескольких городах и одном округе Айдахо.

## Законы об однополых сексуальных отношениях
Закон о содомии на территории Айдахо был принят в 1864 году, вскоре после её образования. Он предусматривал наказание в виде тюремного заключения сроком на пять лет за анальное сношение между лицами одного или противоположного полов. В 1916 году, после дела «Айдахо против Олтуоттера», в закон был включён пункт о наказании за фелляцию. В 1925 году штат принял Закон о стерилизации, предусматривавший принудительную вазэктомию или сальпингэктомию «обычных преступников, моральных дегенератов и сексуальных извращенцев». Закон был отменен в 1972 году. До этого в большинстве случаев он использовался в отношении «умственно отсталых» граждан. Закон о содомии штата Айдахо предусматривал уголовную ответственность обоих участников анального сношения, если оно было совершено по обоюдному согласию, как, например, в делах от 1956 года «Айдахо против Мура» и «Айдахо против Уилсона».
В середине 1950-х годов тема гомосексуальности Айдахо в приобрела актуальность после Педерастского скандала в Бойсе. В 1971 году штат принял закон об отмене Закона о содомии, который вступил в силу 1 января 1972 года. Но из-за противодействия католических и мормонских групп 1 апреля того же года новый закон был отменён и восстановлен прежний. В 1993 году, после дела «Айдахо против Холдена», действие закона перестало распространяться на разнополые супружеские пары.
Решением Верховного суда США от 2003 года по делу «Лоуренс против Техаса» законы, запрещавшие анальный секс между взрослыми партнёрами по взаимному согласию, в США были отменены. С 2017 года Закон о содомии штата Айдахо утратил юридическую силу, однако так и не был отменён палатой представителей и сенатом штата.

## Однополые браки

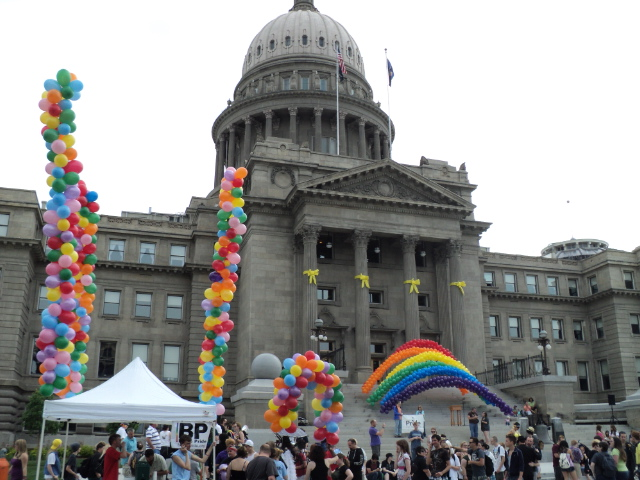
Гей-прайд 2011 года у здания Капитолия штата Айдахо в Бойсе

6 февраля 2006 года палатой представителей Айдахо (53 «за», 17 «против») была принята вторая поправка к конституции штата, в которой говорилось, что «брак между мужчиной и женщиной является единственным законным семейным союзом, который может быть признан действительным или законным в этом штате». 15 февраля 2006 года вторая поправка была принята сенатом Айдахо (26 «за», 9 «против»). На референдуме в ноябре 2006 года действия палаты представителей и сената штата одобрили 63 % местных избирателей.
Подобные ограничения также содержались в законодательных актах штата, принятых в 1990-х годах. Решением мирового судьи Окружного суда округа Айдахо по делу «Латта против Оттера» от 13 мая 2014 года все они, включая вторую поправку, были признаны неконституционными. Однако исполнение постановления по этому делу было приостановлено из-за обжалования решения мирового судьи властями штата в Апелляционном суде девятого округа США.
7 октября 2014 года апелляционный суд оставил в силе решение окружного суда, согласно которому отказ штата Айдахо регистрировать однополые браки был признан противоречащим конституции страны. Официальные власти штата не успели подать апелляцию в Верховный суд США, так как тот вскоре признал незаконным запреты на регистрацию однополых браков. Бутч Оттер, губернатор Айдахо, объявил, что власти штата больше не станут отказывать в регистрации брака однополым парам. 15 октября 2014 года около ста однополых пар получили свидетельства о браке в государственных офисах округа Эйда, в котором расположена столица штата — город Бойсе.

## Усыновление
Законы штата Айдахо разрешают усыновление ребёнка «любым взрослым человеком». Нет явных запретов на усыновление детей и однополыми парами или усыновление в таких семьях одним из родителей детей другого (биологического) родителя. 11 февраля 2014 года Верховный суд Айдахо единогласно отменил решение суда низшей инстанции и постановил, что приемный родитель не должен обязательно состоять в браке. Суд вернул в нижестоящий судебный орган ходатайство об усыновлении жительницей штата Айдахо двух сыновей своей супруги — жительницы штата Калифорния, с которой та состояла в официальном однополом браке, в то время не имевшим юридической силы на территории штата. ЭКО и суррогатное материнство в штате Айдахо не запрещены, но имеют ряд ограничений, как для ЛГБТ, так и для гетеросексуалов. Права биологических родителей в штате признаются приоритетными. В гетеросексуальных и однополых семьях, партнёр не участвовавший в оплодотворении, должен усыновить/удочерить ребёнка, и считается его приёмным родителем.

## Законы против дискриминации

Карта округов Айдахо и городов, в которых приняты антидискриминационные законы по признакам сексуальной ориентации и / или гендерной идентичности.
Запрет на дискриминацию по признакам сексуальной ориентации и гендерной идентичности
Запрет на дискриминацию по признакам сексуальной ориентации и гендерной идентичности только в сфере занятости
Запрет на дискриминацию по признакам сексуальной ориентации только в сфере занятости
Нет запрета на дискриминацию по признакам сексуальной ориентации и гендерной идентичности в сфере занятости

В штате Айдахо нет закона, который бы прямо запрещал дискриминацию по признаку сексуальной ориентации и гендерной идентичности в сфере труда и гражданского права, в то время как существует закон, запрещающий подобную дискриминацию по признаку расы, пола, религиозным убеждениям, возрасту или инвалидности. В 2014 году с требованием включить в этот закон запрет на дискриминацию и по признаку сексуальной ориентации или гендерной идентичности в штате началась кампания гражданского неповиновения «Добавьте слова». Согласно данным Института Уильямса, в 2017 году под угрозой дискриминации при приёме на работу в Айдахо находились 31 800 человек — лесбиянок, геев, бисексуалов и трансгендеров трудоспособного возраста.
На референдуме 8 ноября 1994 года местные избиратели отклонили первую инициативу (49,62 % «за», 50,38 % «против»), которая запретила бы округам штата и органам местного самоуправления предоставлять группам статус меньшинств и права, основанные на гомосексуальном поведении. В городах Айдахо-Фолс, Белвью, Бойсе, Виктор, Дриггс, Кер д’Ален, Кетчум, Льюистон, Меридиан, Москоу, Покателло, Сэндпойнт, Хейли были приняты и действуют местные постановления, запрещающие дискриминацию по признаку сексуальной ориентации и гендерной идентичности. В городе Туин-Фолс действует закон, запрещающий дискриминацию при найме на работу по признаку сексуальной ориентации. В округе Лата запрещена дискриминация в сфере занятости по признакам сексуальной ориентации и гендерной идентичности.
10 февраля 2012 года Комитет по делам сената штата отклонил (2 «за», 7 «против») законопроект, который запретил бы дискриминацию по признаку сексуальной ориентации и гендерной идентичности при приёме на работу, аренде жилья, в сфере образования и общественных местах. На референдуме 20 мая 2014 года избиратели города Покателло отклонили первую инициативу, которая аннулировала бы городской указ, запрещающий дискриминацию при аренде жилья, приёме на работу и в общественных местах на основании сексуальной ориентации человека или гендерной идентичности и гендерного выражения.
15 января 2015 года Комитет по путям и средствам палаты представителей штата проголосовал (6 «за», 1 «против») за проведение слушания по законопроекту, который добавил бы в Закон о правах человека штата запрет на дискриминацию по признаку сексуальной ориентации и гендерной идентичности. В течение предыдущих девяти лет правозащитникам постоянно отказывали в слушании по этому вопросу. 29 января 2015 года Комитет по делам палаты представителей штата проголосовал против этого законопроекта (4 «за», 13 «против»).
15 июня 2020 года Верховный суд США в деле «Босток против округа Клейтон», объединенном с делами «Олтитъюд Экспресс, Ай-эн-си против Зарды» и «Эр-джи-энд-Джи-эр Гаррис Фунерал Хоумс Ай-эн-си против Комиссии по равным возможностям трудоустройства» постановил, что дискриминация на рабочем месте по признаку сексуальной ориентации или гендерной идентичности является дискриминацией по признаку пола и запрещена Разделом VII Закона о гражданских правах от 1964 года. Постановление Верховного суда США запрещает дискриминацию ЛГБТ в сфере занятости на всей территории страны.

## Закон о преступлениях на почве ненависти
Закон Айдахо о преступлениях на почве ненависти не касается преступлений на почве ненависти, основанных на гендерной идентичности или сексуальной ориентации. В октябре 2009 года конгрессом США был принят закон Мэтью Шепарда и Джеймса Берда-младшего о предотвращении преступлений на почве ненависти, который также включал преступления, мотивированные фактической или предполагаемой сексуальной ориентацией или гендерной идентичностью жертвы. Действие этого федерального закона распространяется и на штат Айдахо.

## Гендерные идентичность и выражение
В 2018 году Айдахо, наряду с Канзасом, Огайо и Теннесси, был одним из четырех штатов США, в которых трансгендерным людям законодательно запрещалось менять гражданский пол в свидетельствах о рождении. В 2017 году местными правозащитниками был подан иск в Верховный суд США, оспаривающий это положение. В марте 2018 года решением Верховного суда США законодательные акты, запрещавшие трансгендерным людям менять гражданский пол в свидетельствах о рождении, были признаны противоречащими конституции страны. Принимая во внимание то, что транссексуалы «уже сталкиваются с непропорционально высоким уровнем дискриминации», суд постановил, что подобные законодательные акты «угрожают здоровью и безопасности трансгендерных людей» и признал их «архаичными, несправедливыми и дискриминационными». 6 апреля 2018 года трансгендерам в штате Айдахо разрешили менять гражданский пол в свидетельствах о рождении, чтобы верно отражать их гендерную идентичность. Правозащитники назвали это решение «огромной победой». Операция по смене пола не является юридическим требованием для изменения гендерного статуса в официальных документах. С марта 2019 года в Айдахо разрешена регистрация третьего варианта пола (известного, как «X») в водительских удостоверениях и местных удостоверениях личности. В ноябре 2019 года Совет по здравоохранению и социальному обеспечению Айдахо отменил правило, требовавшее одобрение врача для изменения пола для несовершеннолетних трансгендеров. Разрешение родителей по прежнему остается необходимым.

## Общественное мнение
Опрос, проведённый в 2017 году Институтом исследования общественного мнения (PRRI), показал, что 56 % жителей штата Айдахо поддерживают однополые браки, 32 % против и 13 % не имеют однозначного мнения по этому вопросу. Кроме того, 51 % жителей штата высказались против того, чтобы государственным служащим разрешалось отказывать в обслуживании лесбиянкам, геям, бисексуалам и трансгендерам из-за личных религиозных убеждений, в то время как 40 % поддержали разрешение на отказы по таким мотивам и 9 % затруднились ответить.
Опрос того же института в 2019 году показал, что 71 % жителей штата поддерживают антидискриминационный закон, касающийся сексуальной ориентации и гендерной идентичности, 23 % высказались против такого закона и 6 % затруднились ответить. На вопрос о праве на отказ в обслуживании лесбиянок, геев, бисексуалов и трансгендеров по личным религиозным убеждениям 47 % жителей штата высказались против, 44 % за и 8 % затруднились ответить.

## Сводная таблица прав ЛГБТ в штате Айдахо
| Декриминализация однополых отношений                                                              | Да       | c 2003 |
| Равный возраст сексуального согласия для ЛГБТ и гетеросексуалов (16 лет)                          | Да       |        |
| Брак для однополых пар                                                                            | Да       | с 2014 |
| Право на совместное усыновление детей однополыми парами и усыновление пасынков в однополых семьях | Да       |        |
| Право на ЭКО и суррогатное материнство для ЛГБТ                                                   | Да       |        |
| Законы о борьбе с дискриминацией ЛГБТ                                                             | Частично |        |
| Законы о борьбе с дискриминацией в сфере занятости                                                | Да       | с 2020 |
| Законы о борьбе с дискриминацией в жилищной сфере                                                 | Частично |        |
| Право на прохождение службы в армии для ЛГБТ                                                      | Да       | с 2011 |
| Право на изменение пола                                                                           | Да       |        |
| Конверсионная терапия запрещена для несовершеннолетних                                            | Нет      |        |
| Право МСМ быть донорами крови                                                                     | Частично |        |